# Operationele strategie
Operationele strategie is ondergeschikt aan grand strategy binnen de context van militaire strategie. Waar grand strategy zich bezighoudt met alle middelen van de staat, houdt operationele strategie zich enkel bezig met militaire middelen.